# Kościół Świętego Marcina (Mały) w Kolonii

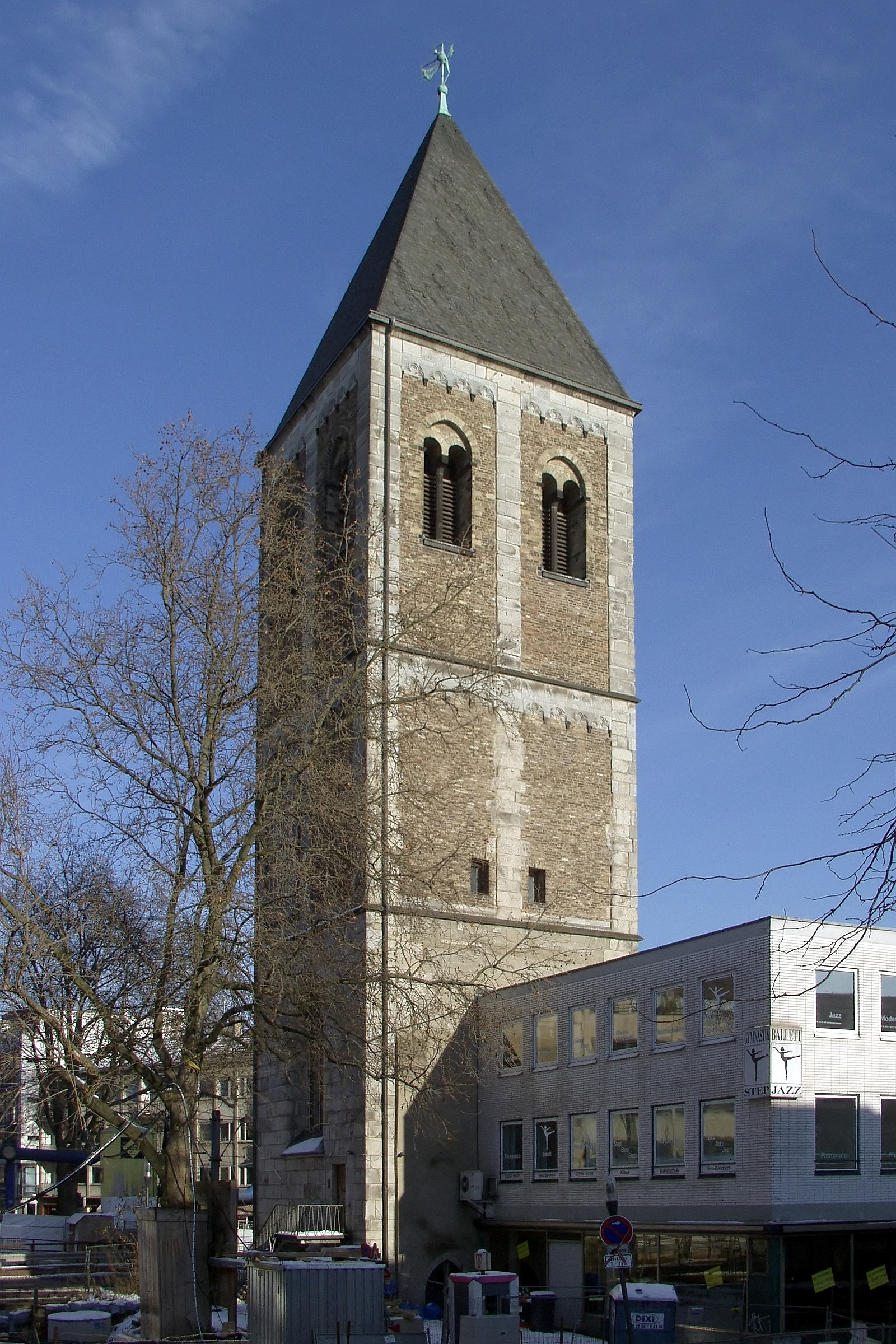
Wieża kościoła Św. Marcina

Kościół Świętego Marcina zwany Małym (niem. Klein St. Martin) - dawny kościół parafialny należący do pobliskiego opackiego kościoła, zbudowany w stylu romańskim. Oba kościoły dedykowane są świętemu Marcinowi i nawiązują do dawnego opactwa założonego przez patrona w Tours, gdzie również znajdowały się dwa kościoły. Położone są na Starym Mieście w Kolonii, nieopodal nabrzeża Renu. Pierwsza wzmianka o kościele pochodzi z 1176 dotycząca poświęcenia krypty. W latach 1460–1486 kościół został rozbudowany w stylu późnogotyckim. Znany jest twórca sklepień, był nim budowniczy Johann von Langenberg. Była to trójnawowa pięcioprzęsłowa hala, z krótkim prezbiterium. Korpus nawowy był nakryty wspólnym dachem, usytuowana po stronie południowo-zachodniej wieża otrzymała wysoki, ostrosłupowy hełm. Wieża widoczna jest na rycinie Antona Woensama, z 1531 roku.  W takim stanie kościół zachował się do XIX wieku, kiedy to po zajęciu Kolonii przez wojska francuskie, w ramach sekularyzacji kościół został zamknięty. W 1824 ze względu na postępujące zniszczenia Mały kościół Świętego Marcina rozebrano, pozostawiając jedynie wieżę, która pomimo zniszczeń II wojny światowej została odbudowana.  

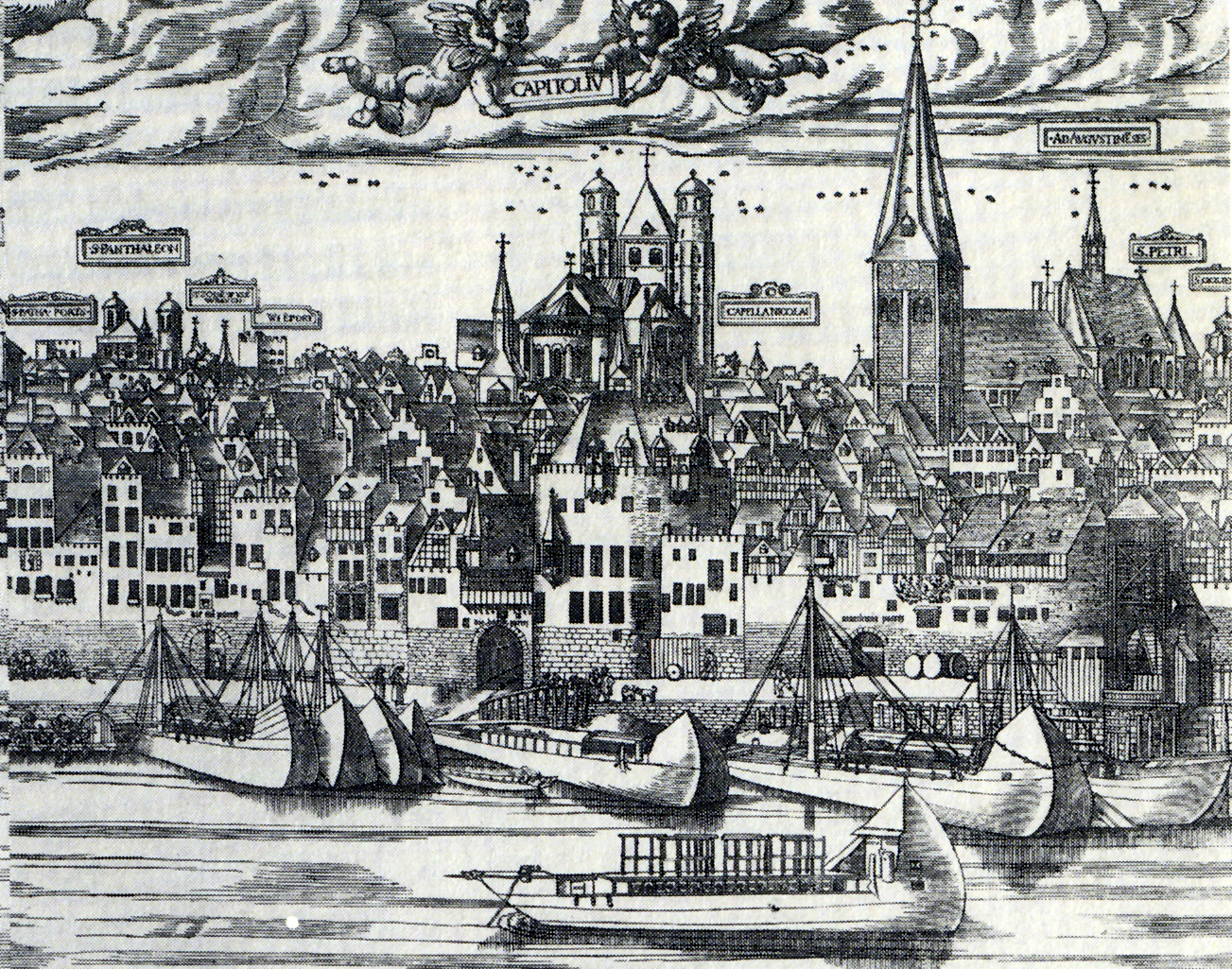
Anton Woensam, Fragment „Wielkiej panoramy Kolonii“: z widokiem na kościoły NMP na Kapitolu i Mały kościół Św. Marcina
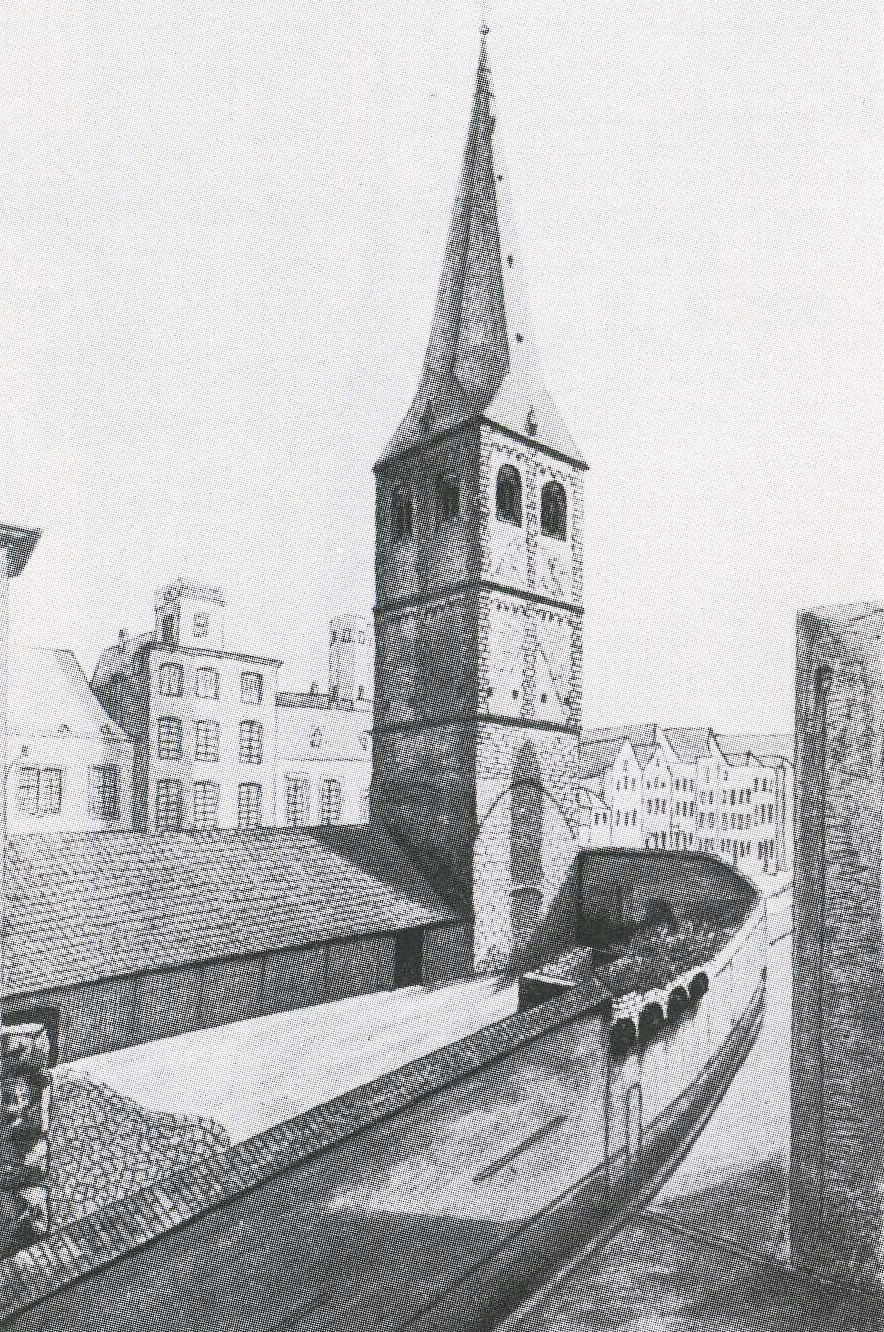
Widok na wieże z 1844 roku
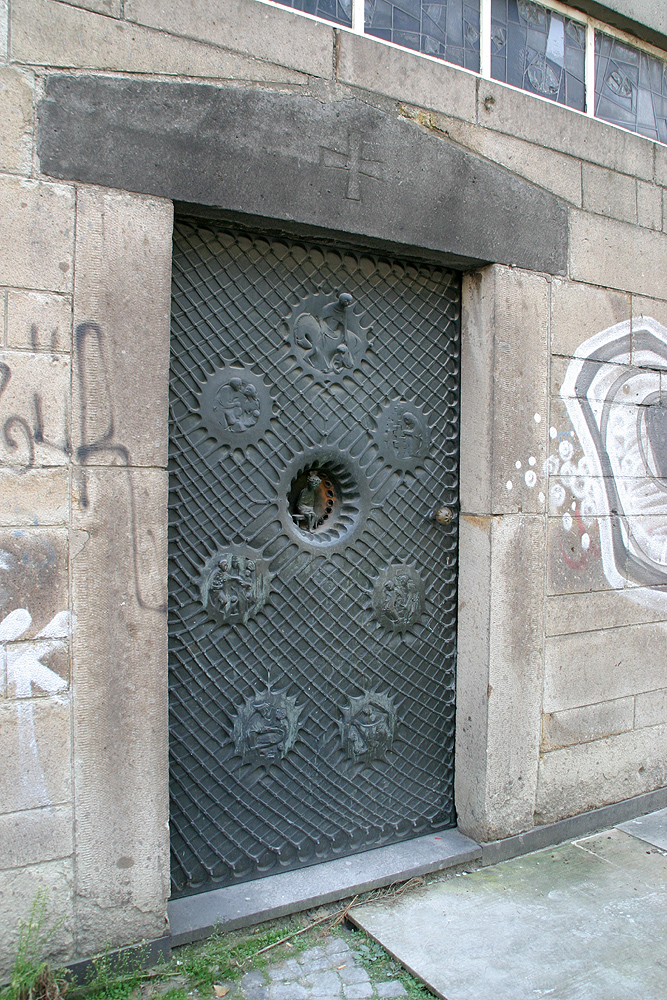
Współczesne, brązowe drzwi Heriberta Calleena
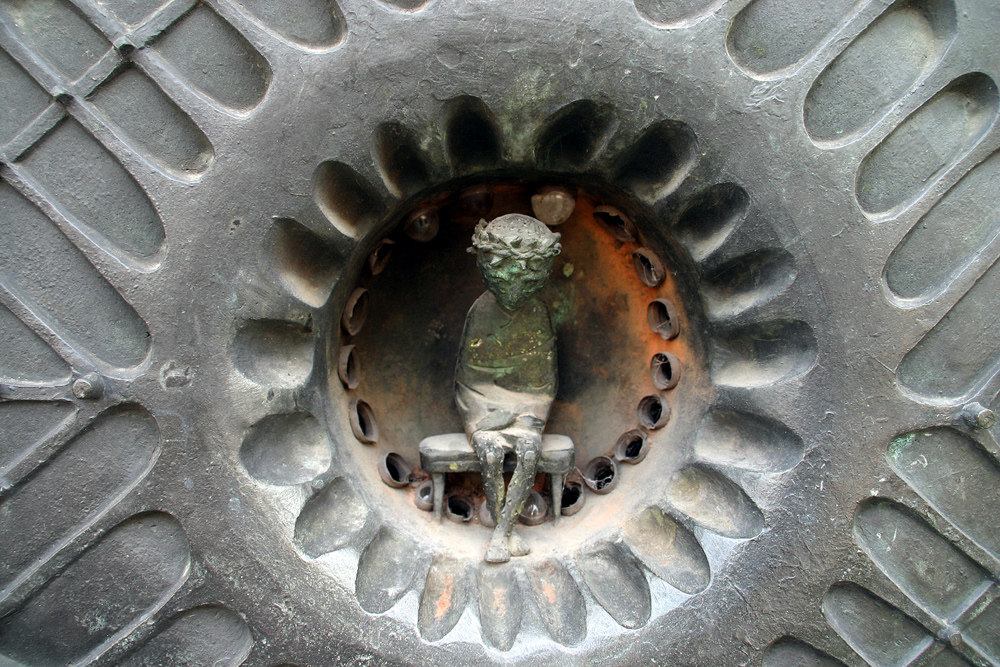
Fragment drzwi